# Italma

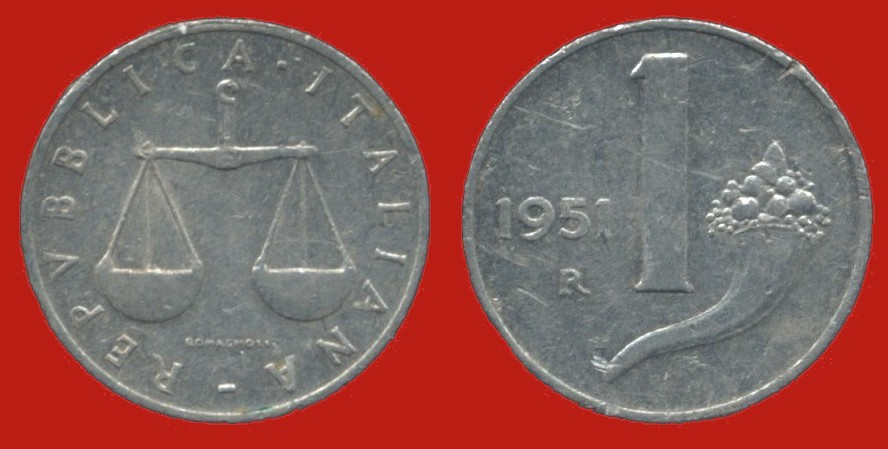
Монета достоинством в одну лиру 1951 года, изготовленная из сплавa Италма.

Италма (Итальма, итал. italma — акроним от it aliano al luminio ma gnesio, что в переводе с итальянского означает «итальянский, алюминий, магний») — сплав на основе алюминия (магналий). Сплав производился компанией ASA (итал. Alluminio Soc. Anonima) и был введен вскоре после Второй мировой войны для чеканки монет итальянской лиры номиналом 1, 2, 5 и 10 лир, лир Ватикана и лир Сан-Марино, которые были в обращении до введения евро в 2002 году.
Сплав содержит 96,2 % алюминия , 3,5 % магния и 0,3 % марганца.